# Bota de Oro 2018-19

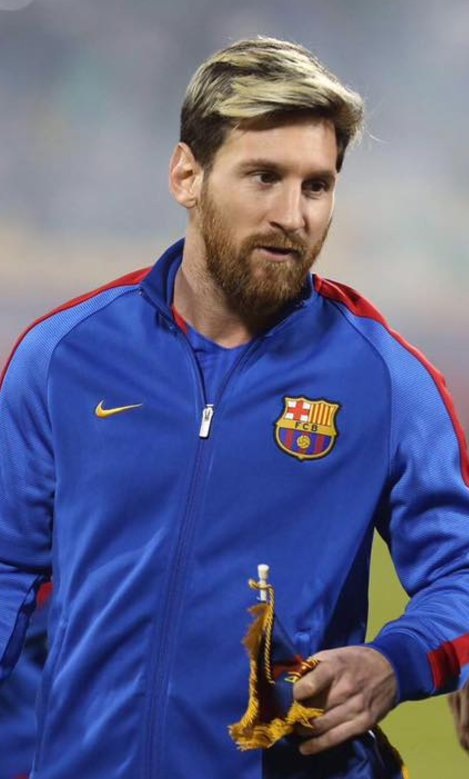
Lionel Messi, ganador del premio en la temporada 2018-2019.

La Bota de Oro 2018-19 fue un premio entregado por la European Sports Magazines al futbolista que logró la mejor puntuación luego de promediar los goles obtenidos en la temporada europea. El ganador de este premio fue el argentino Lionel Messi, con un total de 36 goles en la Primera División de España. Messi logró hacerse así con este galardón, por tercera vez consecutiva, y hasta seis veces en total como máximo ganador del mencionado premio.

## Resultados
Actualizado al 24 de mayo de 2019
| #   | Jugador                   | Edad | Club                      | Liga           | Partidos | Goles | Promedio | Factor | Puntos |
| --- | ------------------------- | ---- | ------------------------- | -------------- | -------- | ----- | -------- | ------ | ------ |
| 1.  | Lionel Messi              | 32   | FC Barcelona              | La Liga        | 34       | 36    | 1.05     | 2      | 72     |
| 2.  | Kylian Mbappé             | 20   | París Saint-Germain F. C. | Ligue 1        | 29       | 33    | 1.13     | 2      | 66     |
| 3.  | Fabio Quagliarella        | 36   | U. C. Sampdoria           | Serie A        | 37       | 26    | 0.72     | 2      | 52     |
| 4.  | Duván Zapata              | 27   | Atalanta B. C.            | Serie A        | 37       | 23    | 0.62     | 2      | 46     |
| 5.  | Robert Lewandowski        | 30   | F. C. Bayern Múnich       | Bundesliga     | 33       | 22    | 0.66     | 2      | 44     |
| 6.  | Sadio Mané                | 26   | Liverpool F. C.           | Premier League | 36       | 22    | 0.61     | 2      | 44     |
| 7.  | Pierre Emerick Aubameyang | 29   | Arsenal F. C.             | Premier League | 36       | 22    | 0.61     | 2      | 44     |
| 8.  | Krzysztof Piątek          | 23   | A. C. Milan               | Serie A        | 36       | 22    | 0.61     | 2      | 44     |
| 9.  | Nicolas Pépé              | 23   | Lille O. S. C.            | Ligue 1        | 38       | 22    | 0.57     | 2      | 44     |
| 10. | Mohamed Salah             | 26   | Liverpool F. C.           | Premier League | 38       | 22    | 0.57     | 2      | 44     |
| 11. | Cristiano Ronaldo         | 34   | Juventus F. C.            | Serie A        | 31       | 21    | 0.67     | 2      | 42     |
| 12. | Luis Suárez               | 32   | F. C. Barcelona           | La Liga        | 33       | 21    | 0.63     | 2      | 42     |
| 13. | Sergio Agüero             | 30   | Manchester City F. C.     | Premier League | 33       | 21    | 0.63     | 2      | 42     |
| 14. | Karim Benzema             | 31   | Real Madrid C. F.         | La Liga        | 36       | 21    | 0.58     | 2      | 42     |